# Бусиновський цвинтар
Буси́новський цви́нтар (рос. Бусиновское кладбище) — діючий цвинтар закритого типу на півночі Москви у мікрорайоні Бусинове (78-й км МКАД) Північний адміністративний округ. Знаходиться у віданні ГУП «Ритуал». Найближча станція мерто: «Річковий вокзал» та «Петровсько-Розумовська».

## Історія цвинтаря

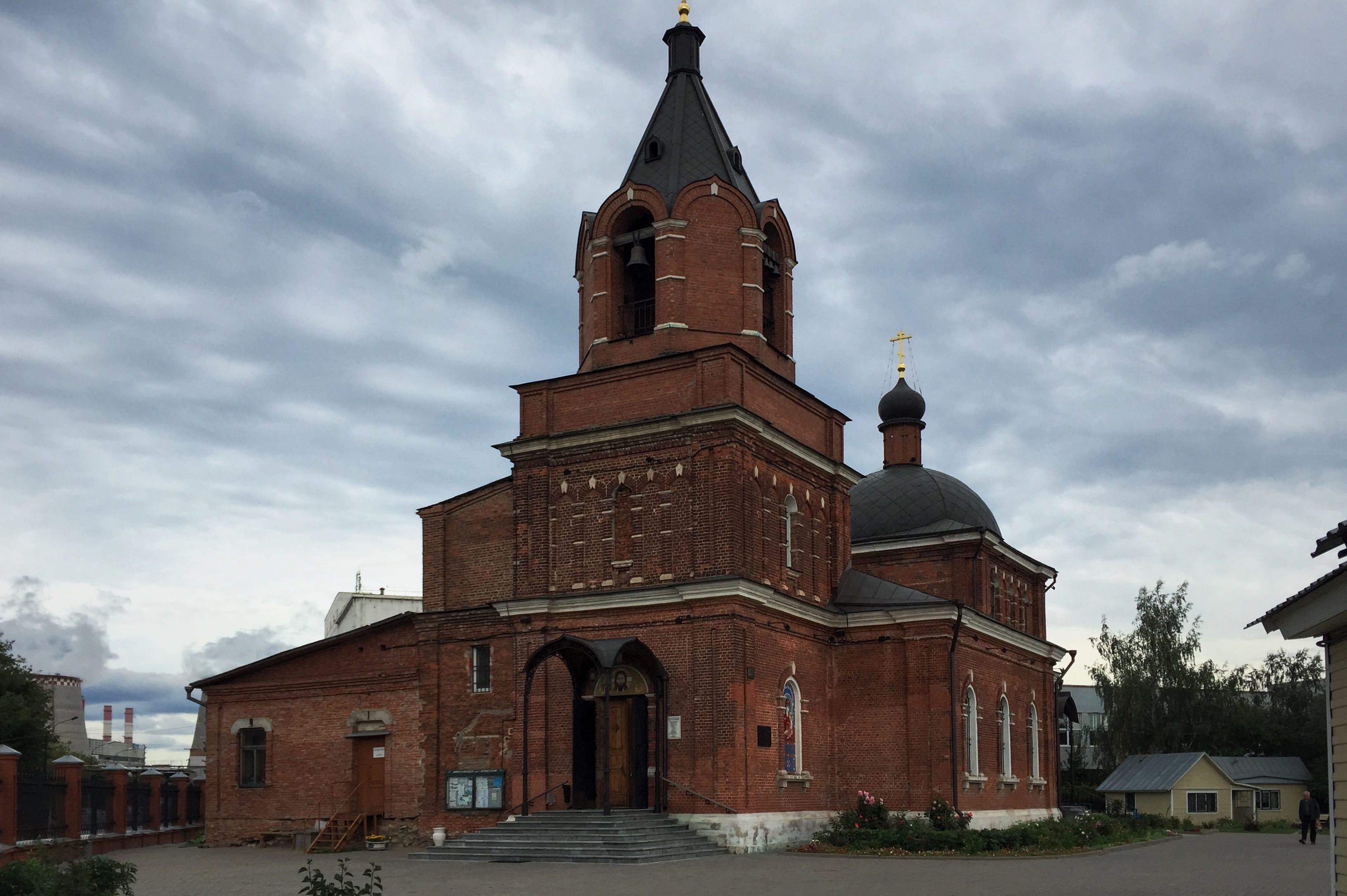
Церква преподобного Сергія Радонезького

До 19 століття це був сільський цвинтар з дерев'яною церквою Сергія Радонезького, яка вперше згадується у 1584 році. 1643 року побудовано нову дерев'яну церкву, замість старої.
На початку ХХ століття цвинтар розширили, а замість дерев'яної побудували муровану церкву преподобного Сергія Радонезького, з ініціативи купця Івана Бусуріна у 1856 чи 1859 році. У 1936 році, в зв'язку з атеїстичної політикою Радянської держави, церква була закрита. Згодом цвинтар також був занедбаний.
На початку 1990-х років церква була повернута віруючим, а в 1997 році розпочато роботи по поліпшенню стану цвинтаря.
Через зростання чисельності населення почало бракувати місць для поховання, тому в 2003-2005 роках цвинтар був переданий у відання ГУП «Ритуал». Була проведена реконструкція, споруджено колумбарій відкритого типу, територію цвинтаря розширили та обгородили цегляним парканом.

## Відомі особи, поховані на Бусиновському цвинтарі
- Чабарін Юрій Олександрович — дитячий хокейний тренер, який виховав Вячеслава Фетісов, Валерія Буре, Сергія Бриліна, Антона Волченкова[3][4];
- Черняєв Володимир Олександрович — актор театру на Таганці.

## Поховання
Нових поховань в землю немає, хоча можна придбати місце для сімейних поховань на урядових аукціонах. За даними на кінець 2016 року, ділянка для поховання труною площею 3,6 м² обходилась у середньому в 307 917 рублів. Поховання здійснюються в родинні та сімейні могили труною та урною, в нішу колумбарію урною.
На цвинтарі працює пункт прокату інвентарю по догляду за могилами.

## Проїзд
1. Від станції метро «Річковий вокзал» автобусами №220, №270 до зупинки «Бусиново гірка» (приблизно 250 м пішки).
2. Від станції метро «Петровсько-Розумовська» автобусами №191, №194, №656.

## Графік роботи
Похорон проводяться з 9.00 до 17.00.
Весняно-літній період
- травні-вересні: з 9.00 до 19.00

Осінньо-зимовий період
- жовтні-квітні: з 9.00 до 17.00